# Yankeetown (Florida)
Yankeetown ist eine Stadt im Levy County im US-Bundesstaat Florida. Das U.S. Census Bureau hat bei der Volkszählung 2020 eine Einwohnerzahl von 588 ermittelt.

## Geographie
Yankeetown grenzt im Westen an den Golf von Mexiko, im Norden an den Waccasassa Bay Preserve State Park, im Westen an die Stadt Inglis und im Süden an den Withlacoochee River. Die Stadt liegt rund 50 km südlich von Bronson sowie etwa 180 km südwestlich von Jacksonville.

## Demographische Daten
Laut der Volkszählung 2010 verteilten sich die damaligen 502 Einwohner auf 560 Haushalte, davon sind die meisten als Zweitwohnsitz genutzte Ferienwohnungen. Die Bevölkerungsdichte lag bei 25,4 Einw./km². 97,4 % der Bevölkerung bezeichneten sich als Weiße, 0,2 % als Indianer und 0,2 % als Asian Americans. 2,2 % gaben die Angehörigkeit zu mehreren Ethnien an. 1,8 % der Bevölkerung bestand aus Hispanics oder Latinos.
Im Jahr 2010 lebten in 12,9 % aller Haushalte Kinder unter 18 Jahren sowie 47,5 % aller Haushalte Personen mit mindestens 65 Jahren. 65,4 % der Haushalte waren Familienhaushalte (bestehend aus verheirateten Paaren mit oder ohne Nachkommen bzw. einem Elternteil mit Nachkomme). Die durchschnittliche Größe eines Haushalts lag bei 2,09 Personen und die durchschnittliche Familiengröße bei 2,50 Personen.
13,8 % der Bevölkerung waren jünger als 20 Jahre, 13,0 % waren 20 bis 39 Jahre alt, 24,8 % waren 40 bis 59 Jahre alt und 48,6 % waren mindestens 60 Jahre alt. Das mittlere Alter betrug 59 Jahre. 52,0 % der Bevölkerung waren männlich und 48,0 % weiblich.
Das durchschnittliche Jahreseinkommen lag bei 40.313 $, dabei lebten 21,4 % der Bevölkerung unter der Armutsgrenze.
Im Jahr 2000 war Englisch die Muttersprache von 99,34 % der Bevölkerung und französisch sprachen 0,66 %.

## Verkehr
Yankeetown wird von keiner größeren Straße durchquert. Der nächste Flughafen ist der Gainesville Regional Airport (rund 90 km nordöstlich).